# Madarococcus pulchellus
Madarococcus pulchellus är en insektsart som först beskrevs av William Miles Maskell 1891.  Madarococcus pulchellus ingår i släktet Madarococcus och familjen filtsköldlöss. Inga underarter finns listade i Catalogue of Life.